# Nagroda im. Janusza A. Zajdla

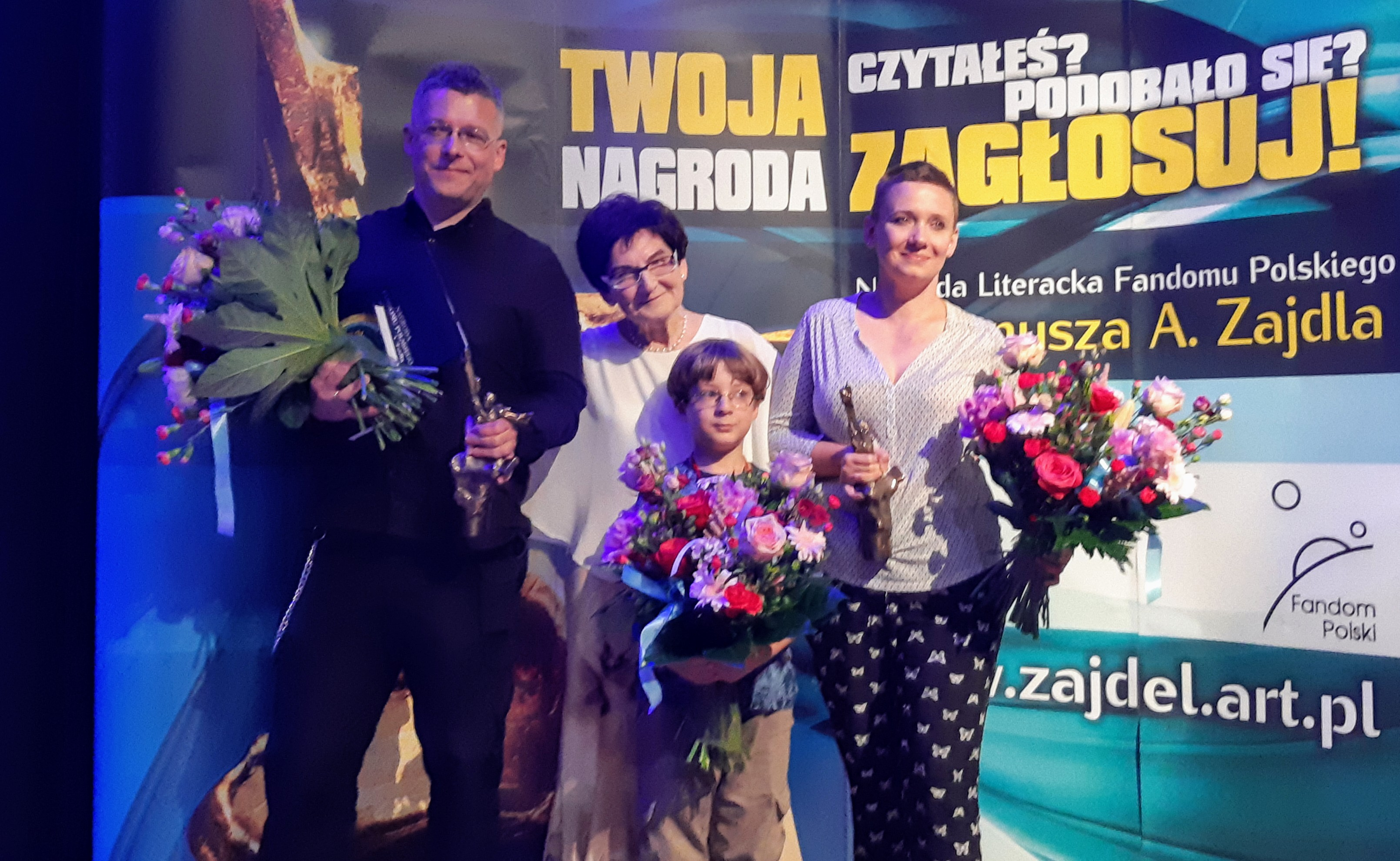
Laureaci Nagrody Zajdla za rok 2017: Rafał Kosik i Marta Kisiel oraz Jadwiga Zajdel z wnukiem, Polcon 2018

Nagroda Fandomu Polskiego imienia Janusza A. Zajdla, zwana potocznie Nagrodą Zajdla lub Zajdlem – polska coroczna nagroda literacka w dziedzinie fantastyki, przyznawana przez uczestników konwentu Polcon najlepszym polskim utworom literackim wydanym w poprzednim roku kalendarzowym. Głosowanie i wręczenie nagród odbywa się co roku, podczas Polconu.
Jedna z dwóch Nagród Fandomu Polskiego, drugą jest Nagroda im. Piotra Raka.

## Nagroda Fandomu Polskiego
Nagroda Fandomu Polskiego ma swój początek w powołanej na spotkaniu klubów fantastyki w 1984 roku w Łodzi nagrodzie Sfinks. W 1985 w Świnoujściu ustalono, że nagroda przyznawana będzie na każdym Polconie. Pierwszym laureatem został Janusz A. Zajdel za powieść Paradyzja. Zajdel zmarł 19 lipca 1985 i po jego śmierci, decyzją klubów, Nagroda otrzymała swoją obecną nazwę. Wręczana jest zazwyczaj przez Jadwigę Zajdel, wdowę po pisarzu, która objęła nad nią honorowy patronat.
Początkowo o wyborze laureata decydowało głosowanie klubów, dopiero w roku 1991 podczas krakowskiego Euroconu odbyło się pierwsze głosowanie wszystkich uczestników konwentu. Wtedy też po raz pierwszy wręczono Nagrodę w formie statuetki oraz dyplomu.
Od 1991 Nagroda wyłaniana była dwustopniowo – w głosowaniu brało udział pięć nominowanych utworów. Nominacje wysłać mógł każdy, drogą pocztową oraz (od 2001) przez internet. Istniała również możliwość nominowania utworów podczas niektórych innych polskich konwentów. Właściwe głosowanie odbywa się co roku w trakcie konwentu Polcon, choć możliwe jest też wykupienie akredytacji wspierającej, pozwalającej na głosowanie bez przyjazdu na konwent.
Od 1992 Nagroda przyznawana jest w dwóch kategoriach – powieść i opowiadanie. Za powieść uznaje się utwór o objętości powyżej 100 stron znormalizowanych (1800 znaków na stronę). W 2004 do regulaminu Nagrody wprowadzono poprawkę uznającą 20% margines tolerancji dla utworów w poszczególnych kategoriach.
W 2023 podczas Kapitularza w randze Polconu ustalono, że prawo do zgłaszania tekstów do nominacji można uzyskać na trzy sposoby:
- uczestnicząc w przynajmniej jednym z ostatnich trzech Polconów poprzedzających okres nominacji (akredytacja wspierająca również jest liczona jako uczestnictwo)
- zapisując się na stoisku ZSFP obecnym na konwencie
- będąc zgłoszonym przez klub członkowski ZSFP[6]

Głosowanie odbywa się w systemie australijskim (zamiast wybierać jednego kandydata, wybiera się ich kolejność), z opcją „bez nagrody” traktowaną jako jeden z wyborów wśród kandydatów – w przypadku zwycięstwa tej opcji, nagrody w danym roku nie przyznaje się.
Projektantem statuetki przyznawanej laureatom od 1991 roku jest profesor krakowskiej ASP Wiesław Bielak.
Od 2005 roku opowiadania i fragmenty powieści nominowanych do nagrody są publikowane w bezpłatnej antologii (publikacja non-profit), promującej polską fantastykę, dostępnej dla uczestników Polconu i w bibliotekach.

## Laureaci
Lista laureatów nagrody na podstawie materiału źródłowego:

### 1984–1991
| Rok  | Utwór                                   | Utwór |
|      | Zwycięzca                               | Nominowani |
| ---- | --------------------------------------- | --- |
| 1984 | Janusz A. Zajdel, Paradyzja             | |
| 1985 | Marek Baraniecki, Głowa Kasandry        | |
| 1986 | Nagrody nie przyznano                   | |
| 1987 | Nagrody nie przyznano                   | |
| 1988 | Edmund Wnuk-Lipiński, Rozpad połowiczny | |
| 1989 | Nagrody nie przyznano                   | |
| 1990 | Andrzej Sapkowski, Mniejsze zło         | - Jacek Piekara, Ponury Milczek - Rafał A. Ziemkiewicz, Jawnogrzesznica - Rafał A. Ziemkiewicz, Szosa na Zaleszczyki          |
| 1991 | Marek S. Huberath, Kara większa         | - Feliks W. Kres, Król Gór - Konrad T. Lewandowski, Ksin - Romuald Pawlak, Wniebowstąpienie Menela - Artur Szrejter, Wieszczy |

### Od 1992
| Rok  | Powieść                                                          | Powieść | Opowiadanie                                              | Opowiadanie |
|      | Zwycięzca                                                        | Nominowani | Zwycięzca                                                | Nominowani |
| ---- | ---------------------------------------------------------------- | --- | -------------------------------------------------------- | --- |
| 1992 | Feliks W. Kres, Król Bezmiarów                                   | - Zbigniew Batko, Oko - Grzegorz Drukarczyk, Zabijcie Odkupiciela - Tadeusz Oszubski, Sfora | Andrzej Sapkowski, Miecz przeznaczenia                   | - Andrzej Sapkowski, Coś więcej - Andrzej Sapkowski, Maladie - Rafał A. Ziemkiewicz, Źródło bez wody - Maciej Żerdziński, Krew i deszcz |
| 1993 | Nagrody nie przyznano                                            | - Feliks W. Kres Strażniczka istnień - Władysław Pasikowski Ja, Gelerth | Andrzej Sapkowski, W leju po bombie                      | - Janusz Bogucki, Turniej, czyli Nie ma to jak magia - Marek S. Huberath, Spokojne, słoneczne miejsce lęgowe - Tomasz Kołodziejczak, Bardzo cenny pierścień |
| 1994 | Andrzej Sapkowski, Krew elfów                                    | - Roman Danak, Sotnie Łysego Iwanki - Eugeniusz Dębski, Brat marnotrawny - Tomasz Kołodziejczak, Krew i kamień - Feliks W. Kres, Serce gór | Ewa Białołęcka, Tkacz Iluzji                             | - Marek S. Huberath, Maika Ivanna - Tomasz Kołodziejczak, Wrócę do ciebie, kacie - Konrad T. Lewandowski, Pacykarz - Andrzej Zimniak, Klatka pełna aniołów - Maciej Żerdziński, Pancerniki siedzące w granatowej wodzie |
| 1995 | Rafał A. Ziemkiewicz, Pieprzony los Kataryniarza                 | - Feliks W. Kres, Północna granica - Marek Oramus, Święto śmiechu - Andrzej Sapkowski, Czas pogardy | Konrad T. Lewandowski, Noteka 2015                       | - Ewa Białołęcka, Okrąg Pożeraczy Drzew - Tomasz Lechociński, Łzy Boga - Maciej Żerdziński, Malarze |
| 1996 | Tomasz Kołodziejczak, Kolory sztandarów                          | - Eugeniusz Dębski, Piekło dobrej magii - Jacek Dukaj, Szkoła - Marek S. Huberath, Ostatni, którzy wyszli z raju - Jacek Inglot, Inquisitor - Andrzej Sapkowski, Chrzest ognia | Rafał A. Ziemkiewicz, Śpiąca królewna                    | - Eugeniusz Dębski, Z powodu picia podłego piwa - Jacek Dukaj, Wielkie podzielenie - Konrad T. Lewandowski, Półmisek |
| 1997 | Marek S. Huberath, Druga podobizna w alabastrze                  | - Jacek Dukaj, Xavras Wyżryn - Jacek Inglot, Quietus - Andrzej Sapkowski, Wieża Jaskółki | Ewa Białołęcka, Błękit maga                              | - Eugeniusz Dębski, Aaa, kotki dwa - Jacek Komuda, Tak daleko do nieba - Andrzej Pilipiuk, Ostatnia posługa - Andrzej Sapkowski, Złote popołudnie |
| 1998 | Rafał A. Ziemkiewicz, Walc stulecia                              | - Dorota Kaczyńska-Ciosk, Sekret Olsteriona - Krystyna Kwiatkowska, Prawdziwa historia Morgan Le Fay i Rycerzy Okrągłego Stołu - Edward Redliński, Krfotok | Anna Brzezińska, A kochał ją, że strach                  | - Jacek Dukaj, Serce Mroku - Feliks W. Kres, Władcy śniegu - Andrzej Pilipiuk, Hochsztapler - Marcin Wolski, Operacja Herod - Kareta Wrocławski, Pandemolium - Rafał A. Ziemkiewicz, Żywa gotówka |
| 1999 | Marek S. Huberath, Gniazdo światów                               | - Anna Brzezińska, Zbójecki gościniec - Tomasz Kołodziejczak, Schwytany w światła - Andrzej Sapkowski, Pani Jeziora - Marcin Wolski Według św. Malachiasza | Antonina Liedtke, CyberJoly Drim                         | - Ewa Białołęcka, Nocny śpiewak - Alicja Joker, Malivia Rec, Gdybym wiedział, że żyję - Maja Lidia Kossakowska, Schizma - Maja Lidia Kossakowska, Sól na pastwiskach niebieskich - Konrad T. Lewandowski, El Ninio 2035 |
| 2000 | Anna Brzezińska, Żmijowa harfa                                   | - Feliks W. Kres, Egaheer - Konrad T. Lewandowski, Królowa Joanna d’Arc - Marcin Wolski, Pies w studni - Maciej Żerdziński, Opuścić Los Raques | Jacek Dukaj, Katedra                                     | - Jacek Dukaj, Ruch generała - Maja Lidia Kossakowska, Beznogi tancerz - Andrzej Ziemiański, Bomba Heisenberga - Rafał A. Ziemkiewicz, Koszt uzyskania |
| 2001 | Jacek Dukaj, Czarne oceany                                       | - Jacek Dukaj, Aguerre w świcie - Jędrzej Ilukowicz, Spod ciemnej gwiazdy - Feliks W. Kres, Pani Dobrego Znaku - Tomasz Pacyński, Sherwood | Andrzej Ziemiański, Autobahn nach Poznań                 | - Maja Lidia Kossakowska, Żarna niebios - Wojciech Świdziniewski, Murarze - Andrzej Ziemiański, Waniliowe plantacje Wrocławia - Rafał A. Ziemkiewicz, Cała kupa wielkich braci |
| 2002 | Andrzej Sapkowski, Narrenturm                                    | - Jacek Dukaj, Extensa - Feliks W. Kres, Porzucone królestwo - Tomasz Pacyński, Wrzesień - Andrzej Ziemiański, Achaja | Andrzej Pilipiuk, Kuzynki                                | - Anna Brzezińska, Kot Wiedźmy - Anna Brzezińska, Życzenie - Rafał A. Ziemkiewicz, Pobożne życzenie |
| 2003 | Jacek Dukaj, Inne pieśni                                         | - Ewa Białołęcka, Piołun i miód - Andrzej Pilipiuk, Kuzynki - Wit Szostak, Wichry Smoczogór - Andrzej Ziemiański, Achaja. Tom II | Andrzej Ziemiański, Zapach szkła                         | - Ewa Białołęcka, Pierścień dla Bestii - Anna Brzezińska, Róże dla Sirocco - Anna Brzezińska, Zaćmienie serca - Maja Lidia Kossakowska, Dopuszczalne straty - Andrzej Pilipiuk, Jakub Wędrowycz i siedmiu krasnoludków - Andrzej Pilipiuk, Księżniczka - Andrzej Pilipiuk, Mars 1899 r.                                          |
| 2004 | Jacek Dukaj, Perfekcyjna niedoskonałość                          | - Andrzej Pilipiuk, Księżniczka - Andrzej Sapkowski, Boży bojownicy - Wit Szostak, Poszarpane granie | Anna Brzezińska, Wody głębokie jak niebo                 | - Jacek Dukaj, Crux - Maciej Guzek, Królikarnia - Andrzej Pilipiuk, 2586 kroków: Wieczorne dzwony - Wojciech Szyda, Szlak cudów (rękopis znaleziony w pociągu) |
| 2005 | Jarosław Grzędowicz, Pan Lodowego Ogrodu, tom I                  | - Ewa Białołęcka, Naznaczeni błękitem - Marek S. Huberath, Miasta pod skałą - Maja Lidia Kossakowska, Zakon Krańca Świata, tom I - Iwona Surmik, Ostatni smok | Jarosław Grzędowicz, Wilcza zamieć                       | - Anna Brzezińska, Śmierć czarnoksiężnika - Jakub Ćwiek, Cicha noc - Anna Kańtoch, Długie Noce |
| 2006 | Jarosław Grzędowicz, Popiół i kurz                               | - Anna Brzezińska, Plewy na wietrze - Rafał Kosik, Vertical - Maja Lidia Kossakowska, Zakon Krańca Świata, tom II - Magdalena Kozak, Nocarz - Andrzej Sapkowski, Lux perpetua | Maja Lidia Kossakowska, Smok tańczy dla Chung Fonga      | - Jakub Ćwiek, Bóg marnotrawny - Maciej Guzek, Zmiana - Marek S. Huberath, Balsam długiego pożegnania - Tomasz Kołodziejczak, Piękna i graf - Wit Szostak, Raport z nawiedzonego miasta |
| 2007 | Jacek Dukaj, Lód                                                 | - Jarosław Grzędowicz, Pan Lodowego Ogrodu, tom II - Anna Kańtoch, 13 anioł - Magdalena Kozak, Renegat - Łukasz Orbitowski, Tracę ciepło - Wit Szostak, Oberki do końca świata | Wit Szostak, Miasto grobów. Uwertura                     | - Anna Brzezińska, Ulica - Maciej Guzek, Adwent - Jakub Nowak, Karnawał - Wojciech Szyda, Hexenhammer |
| 2008 | Rafał Kosik, Kameleon                                            | - Ewa Białołęcka, wiedźma.com.pl - Anna Brzezińska, Ziemia niczyja - Stefan Darda, Dom na Wyrębach - Magdalena Kozak, Nikt - Krzysztof Piskorski, Zadra, tom I | Anna Kańtoch, Światy Dantego                             | - Jacek Dukaj, Kto napisał Stanisława Lema? - Magdalena Kozak, Sznurki przeznaczenia - Andrzej Miszczak, Harpunnicy - Wit Szostak, Podworzec |
| 2009 | Anna Kańtoch, Przedksiężycowi, tom I                             | - Anna Brzezińska, Letni deszcz. Sztylet - Jacek Dukaj, Wroniec - Maciej Guzek, Trzeci Świat - Łukasz Orbitowski, Święty Wrocław | Robert M. Wegner, Wszyscy jesteśmy Meekhańczykami        | - Jakub Małecki, Za godzinę powinna tu być - Łukasz Orbitowski, Głowa węża |
| 2010 | Jacek Dukaj, Król Bólu i pasikonik                               | - Jakub Ćwiek, Krzyż Południa. Rozdroża - Stefan Darda, Czarny Wygon. Słoneczna dolina - Stefan Darda, Czarny Wygon. Starzyzna - Marek S. Huberath, Vatran Auraio - Wit Szostak, Chochoły - Szczepan Twardoch, Wieczny Grunwald                                                                                     | Anna Kańtoch, Duchy w maszynach                          | - Anna Brzezińska, Rusałka - Jakub Ćwiek, Małpki z liści - Stefan Darda, Ostatni telefon - Jacek Dukaj, Piołunnik - Jewgienij T. Olejniczak, Księga Besławii - Robert M. Wegner, Najlepsze, jakie można kupić |
| 2011 | Maja Lidia Kossakowska, Grillbar Galaktyka                       | - Jacek Dukaj, Science Fiction - Jakub Małecki, Dżozef - Paweł Matuszek, Kamienna Ćma - Krzysztof Piskorski, Krawędź czasu - Wit Szostak, Dumanowski | Jakub Ćwiek, Bajka o trybach i powrotach                 | - Anna Brzezińska, Żar - Stefan Darda, Spójrz na to z drugiej strony - Magdalena Kozak, Strasznie mi się podobasz - Marceli Szpak, Obcy |
| 2012 | Robert M. Wegner, Niebo ze stali                                 | - Jakub Ćwiek, Kłamca 4. Kill’em all - Jarosław Grzędowicz, Pan Lodowego Ogrodu, tom 4 - Anna Kańtoch, Czarne - Andrzej Ziemiański, Pomnik Cesarzowej Achai, tom 1 | Robert M. Wegner, Jeszcze jeden bohater                  | - Jakub Ćwiek, Będziesz to prać! - Jakub Ćwiek, Co było, a nie jest... - Jakub Ćwiek, Kukuryku! - Jacek Dukaj, Portret nietoty - Tomasz Kołodziejczak, Czerwona mgła |
| 2013 | Krzysztof Piskorski, Cienioryt                                   | - Anna Kańtoch, Przedksiężycowi, tom III - Łukasz Orbitowski, Szczęśliwa ziemia - Andrzej Sapkowski, Sezon burz - Cezary Zbierzchowski, Holocaust F | Anna Kańtoch, Człowiek nieciągły                         | - Michał Cetnarowski, Cyberpunk - Anna Kańtoch, Okno Myszogrodu - Paweł Majka, Grewolucja - Piotr Mirski, Dronboustroje - Marcin Podlewski, Edmund po drugiej stronie lustra - Wojciech Szyda, Popiołun |
| 2014 | Michał Cholewa, Forta                                            | - Jakub Ćwiek, Chłopcy 3. Zguba - Stefan Darda, Czarny Wygon. Bisy II - Marta Kisiel Nomen omen - Tomasz Kołodziejczak, Biała reduta. Tom 1 - Paweł Majka, Pokój światów | Anna Kańtoch, Sztuka porozumienia                        | - Krystyna Chodorowska, Kre(jz)olka - Stefan Darda, Nika - Stefan Darda, Rowerzystka - Dorota Dziedzic-Chojnacka, Teleturniej - Marta Krajewska, Daję życie, biorę śmierć |
| 2015 | Robert M. Wegner, Pamięć wszystkich słów                         | - Rafał Cichowski, 2049 - Jacek Dukaj, Starość aksolotla - Magdalena Kozak Łzy diabła - Paweł Majka, Niebiańskie pastwiska - Marcin Sergiusz Przybyłek, Gamedec. Obrazki z imperium cz.1 | Robert M. Wegner, Milczenie owcy                         | - Dorota Dziedzic-Chojnacka, Nihil fit sine causa - Magdalena Kucenty, Koziorożec i Smok - Marcin Sergiusz Przybyłek, Simon - Przemysław Zańko, Pajęczarka |
| 2016 | Krzysztof Piskorski, Czterdzieści i cztery                       | - Michał Cholewa, Inwit - Marta Kisiel, Siła niższa - Marta Krajewska, Idź i czekaj mrozów - Radek Rak, Puste niebo | Łukasz Orbitowski, Michał Cetnarowski, Wywiad z Borutą   | - Juliusz Braun, Lo faresti per me? - Michał Cholewa, Bunt maszyn - Agnieszka Hałas, Panicz z Ertel-Sega - Magdalena Kucenty, Paradoks Bliźniąt - Anna Szumacher, Na nocnej zmianie - Anna Szumacher, To byliśmy my |
| 2017 | Rafał Kosik, Różaniec                                            | - Anna Kańtoch, Niepełnia - Marta Krajewska, Zaszyj oczy wilkom - Paweł Majka, Wojny Przestrzeni - Artur Olchowy, Czarownica znad Kałuży | Marta Kisiel, Szaławiła                                  | - Leszek Bigos, Ecce Homo - Dawid Cieśla, Diabolus ex Machina - Magdalena Kucenty, #Eudajmonia - Przemysław Zańko, Chwała |
| 2018 | Robert M. Wegner, Każde martwe marzenie                          | - Anna Brzezińska, Woda na sicie - Krystyna Chodorowska, Triskel. Gwardia - Michał Cholewa, Sente - Marta Kisiel, Małe Licho i tajemnica Niebożątka - Marta Kisiel, Toń - Martyna Raduchowska, Spektrum | Marta Kisiel, Pierwsze słowo                             | - Krystyna Chodorowska, Dzikie stworzenia - Krystyna Chodorowska, Jeden spalony rzut - Anna Hrycyszyn, Detektyw Fiks i sprawa mechanicznego skafandra - Maciej Kaźmierczak, Moloch |
| 2019 | Radek Rak, Baśń o wężowym sercu albo wtóre słowo o Jakóbie Szeli | - Marta Kisiel, Małe Licho i anioł z kamienia - Marta Kisiel, Oczy uroczne - Jagna Rolska, SeeIT - Anna Szumacher, Słowodzicielka - Magdalena Świerczek-Gryboś, Dzieci Burzy - Magdalena Świerczek-Gryboś, Openminder 1: Koty                                                                                       | Marta Potocka, Chomik                                    | - Dawid Cieśla, Na skraju światów - Krzysztof Matkowski, Siej kwiaty, zbieraj ogień - Krzysztof Matkowski, Słowa, których nie powiem Łucji - Krzysztof Rewiuk, Krzysztof Matkowski, Dziewczyna z papieru i ognia |
| 2020 | Agnieszka Hałas, Czerń nie zapomina                              | - Maciej Głowacki, Pieśni Chołów - Marta Kisiel, Płacz - Krzysztof Matkowski, Trzecia część człowieka | Krzysztof Matkowski, Krzysztof Rewiuk, Święci z Vukovaru | - Magdalena Kubasiewicz, Sen nocy miejskiej - Katarzyna Berenika Miszczuk, Gdzie Mikołaj nie może… tam diabła pośle! - Krzysztof Rewiuk, Al - Krzysztof Rewiuk, Córka poławiacza żachw |
| 2021 | Magdalena Salik, Płomień                                         | - Michał Cetnarowski, Gnoza - Jakub Ćwiek, Panie Czarowne - Joanna Gajzler, Bóg Maszyna - Magdalena Kubasiewicz, Wszystko pochłonie morze - Anna Nieznaj, Dolina niesamowitości | Michał Cholewa, Ucieczka                                 | - Anna Kańtoch, Dwie osoby wchodzą do windy - Marta Kisiel, Inkluzja - Olga Niziołek, Sześć wskazówek, jak biegać w ciemnościach - Katarzyna Podstawek, Susza |
| 2022 | Radek Rak, Agla. Alef                                            | - Przemysław Duda, Kompania Cieni - Marta Kładź-Kocot, Daraena - Magdalena Kubasiewicz, Kołysanka dla czarownicy - Łukasz Kucharczyk, Granty i smoki - Magdalena Anna Sakowska, Fuga. Powieść polifoniczna - Olga Tokarczuk, Empuzjon - Katarzyna Wierzbicka, Między światami 2: To nie jest kraj dla słabych magów | Michał Cholewa, Na granicy                               | - Michał Cholewa, Zwycięstwo - Agnieszka Hałas, Potwór i nić - Łukasz Kucharczyk, Drogi do raju - Łukasz Kucharczyk, Ostatni płatek - Łukasz Kucharczyk, Skracaj albo giń - Łukasz Kucharczyk, Kamień z lilii - Magdalena Świerczek-Gryboś, Być martwym jest srebrem, nie istnieć – złotem - Paula Wanarska, Zawsze znajdę drogę |
| 2023 | Istvan Vizvary, Lagrange. Listy z Ziemi                          | - Radek Rak, Agla 2: Aurora - Michał Cholewa, Algorytm wojny 7: Gra o sumie niezerowej - Rafał Kosik, Cyberpunk 2077. Bez przypadku - Justyna Hankus, Dwie i pół duszy. Folk noir | Agnieszka Hałas, Świerszcze w soli                       | - Istvan Vizvary, Było warto - Michał Cholewa, Sabotaż funkcji celu - Kamila Regel, Siedem wrót ki-gal |
| 2024 | Andrzej Sapkowski, Rozdroże kruków                               | - Anna Brzezińska, Mgła - Anna Kańtoch, Czeluść - Łukasz Kucharczyk, Wszystkie drogi prowadzą - Olga Niziołek, Dzieci jednej pajęczycy - Magdalena Salik, Wściek | Aleksandra Janusz, Dlaczego nie ma klanu kruka           | - Anna Kańtoch, Zimne dzieci - Radek Rak, Lekcje obrony przed nowymi technologiami - Paula Wanarska, Supły |

## Opinie

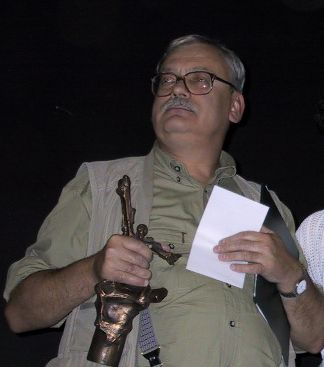
Andrzej Sapkowski, laureat nagrody z 2002, jest jednym z kilku pisarzy, którzy odnoszą się do nagrody przychylnie

Nagrodę, cieszącą się prestiżem w dużej części środowiska polskich fanów, wspiera wielu pisarzy i wydawców związanych z fantastyką. Patronat prasowy nad Nagrodą sprawuje miesięcznik literacki „Nowa Fantastyka”. Do Przyjaciół Nagrody należą: Agencja Wydawnicza Runa, Art.-Media Agencja PR, Esensja – Magazyn kultury popularnej, Fabryka Słów, Impresja Studio Promocji, portal internetowy „Inny Świat”, superNOWA, portal Gildia.pl, Portal Fantastyczny „Valkiria Network”, Traffic Club, Wydawnictwo Mag, Wydawnictwo Zysk i S-ka czy dziennik „Życie”.
Od 1998 roku można zauważyć wzrost znaczenia Nagrody. Coraz częściej listy laureatów i nominowanych pojawiają się w mediach (w tym w prasie codziennej, telewizji i radiu), rośnie też jej znajomość wśród osób niezwiązanych ze środowiskiem miłośników fantastyki. O Nagrodzie pozytywnie wypowiadali się m.in. jej laureaci Andrzej Sapkowski i Rafał A. Ziemkiewicz. Tomasz Kołodziejczak, w wywiadzie dla „Click! Fantasy” (sierpień 2002), powiedział: „Oczywiście najbardziej dumny jestem z Nagrody im. Janusza Zajdla”; tego samego roku napisał też artykuł o Nagrodzie zamieszczony w materiałach konferencji prasowej (czerwiec 2002).
Nagroda przetrwała trudny okres pandemii i nadal jest postrzegana jako najważniejsze polskie wyróżnienie fantastyczne. W  2020 roku, w środku lockdownu, przeprowadzono głosowanie i ogłoszono listę utworów nominowanych do Nagrody. Na nominowanych laureatów oddano 150 głosów.

### Kontrowersje
Nagroda spotyka się również z krytyką. Część fanów i pisarzy twierdzi, że Nagroda straciła swój prestiż ze względu na niską liczbę głosujących w drugim etapie wyłaniania laureatów, choć faktycznie liczba głosujących (150-300 osób, czyli wyższy procent uprawnionych niż przy nagrodzie Hugo) jest podobna od 1991. Zarzuca się też pewne błędy proceduralne (najpoważniejszy to omyłkowe wydanie kilkunastu uczestnikom Polconu 2003 nieopieczętowanych kart do głosowania).
W 2003 Marek Oramus w jednym z wywiadów powiedział, że Nagroda Zajdla jest nagrodą towarzyską, a środowisko tworzy wewnętrzne preferencje, którymi się kieruje podczas głosowania. Według niego osoby, które są ze środowiskiem skonfliktowane nie mają szans na nominację, co widać w zestawieniach tytułów nominowanych do poszczególnych nagród przyznawanych jego zdaniem przez zbliżone gremia. Nazwał też użycie systemu australijskiego „celowym zaciemnianiem mechanizmu wyłaniania laureatów”, choć tym samym systemem liczone są głosy na Hugo, nagrodę Worldconu, Światowego Konwentu Science Fiction.
Z krytyką Nagrody występował również Tomasz Pacyński, dwukrotnie nominowany do tej nagrody w latach 2001 i 2002, wskazując na niedociągnięcia proceduralne i regulaminowe (część z nich została poprawiona podczas Polconu 2004) oraz Robert J. Szmidt, redaktor miesięcznika „Science Fiction”. W 2004 Konrad T. Lewandowski, jeden z laureatów Nagrody, wystosował list otwarty do Jadwigi Zajdel, apelując o rozważenie wycofania patronatu Zajdla nad nagrodą. Jacek Dukaj oświadczył jednak po rozmowie z nią, że nie ma ona zamiaru wycofywać patronatu swego męża i uznała zarzuty Lewandowskiego za bezpodstawne. Według innego, wielokrotnego laureata Nagrody Zajdla, Rafała A. Ziemkiewicza, wzrost krytyki spowodowany jest jedynie wzrostem znaczenia nagrody.
Nagrodę krytykował również Jacek Piekara, za co otrzymał antynagrodę Złotego Meteora, głosy krytyki pojawiły się także w latach, gdy po kilka nominacji w jednym roku otrzymywali Stefan Darda i Jakub Ćwiek.
W 2016 roku, w związku z obecnością na tzw. „liście pomocniczej” (nieoficjalnej liście zawierającej spełniające kryteria publikacje z minionego roku) publikacji z przedsiębiorstw typu vanity press, niektórzy polscy autorzy fantastyki zażądali usunięcia swoich publikacji z listy pomocniczej.

## Galeria

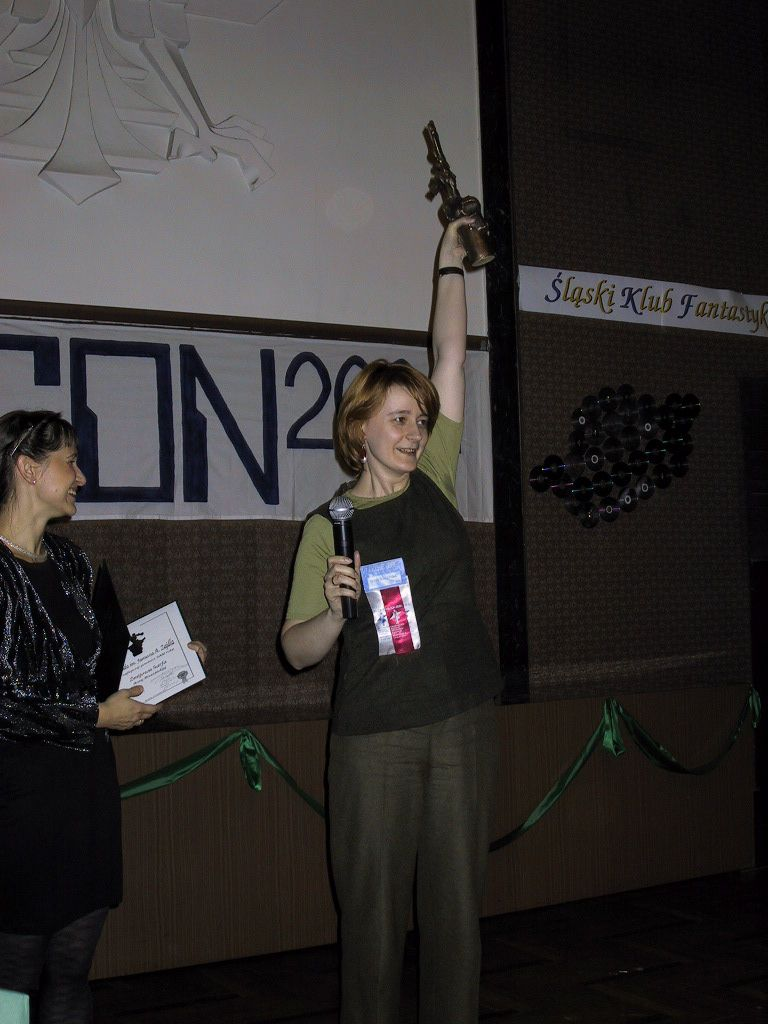
Anna Brzezińska, 2000
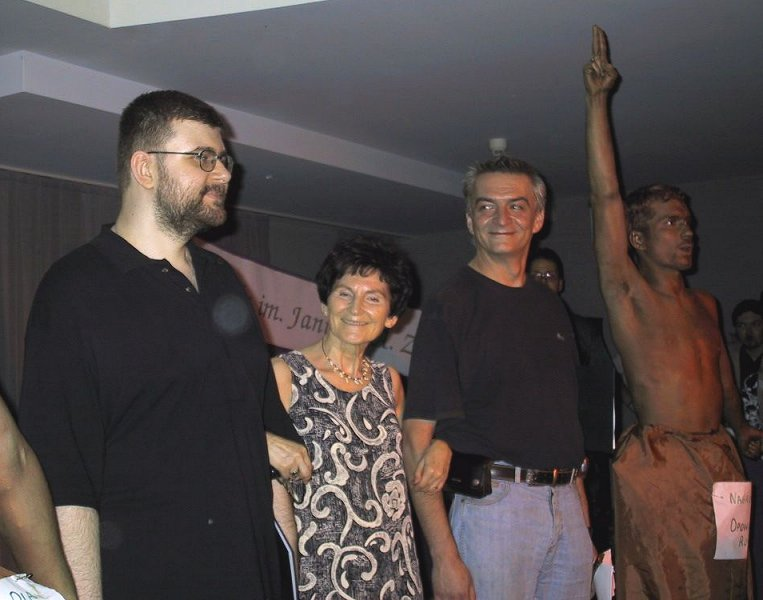
Jacek Dukaj, Jadwiga Zajdel, Andrzej Ziemiański, 2001
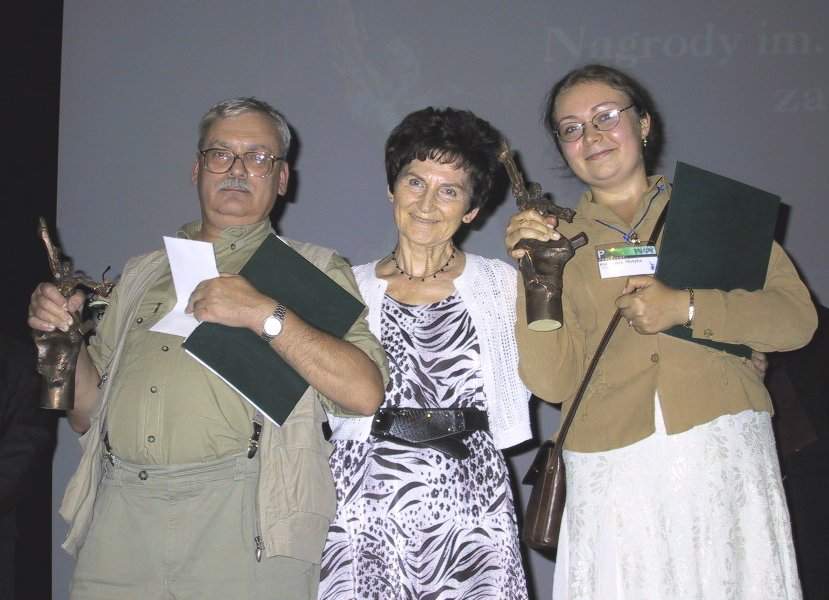
Andrzej Sapkowski, Jadwiga Zajdel i Katarzyna Motyka (w zastępstwie Andrzeja Pilipiuka), 2002
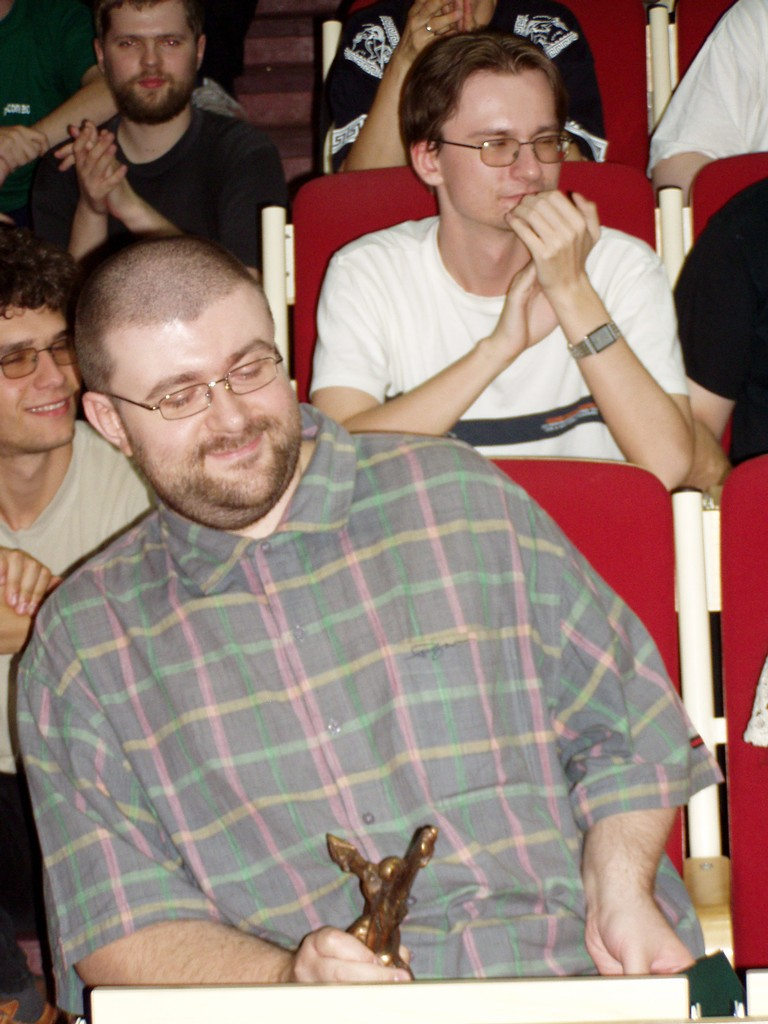
Jacek Dukaj, 2003
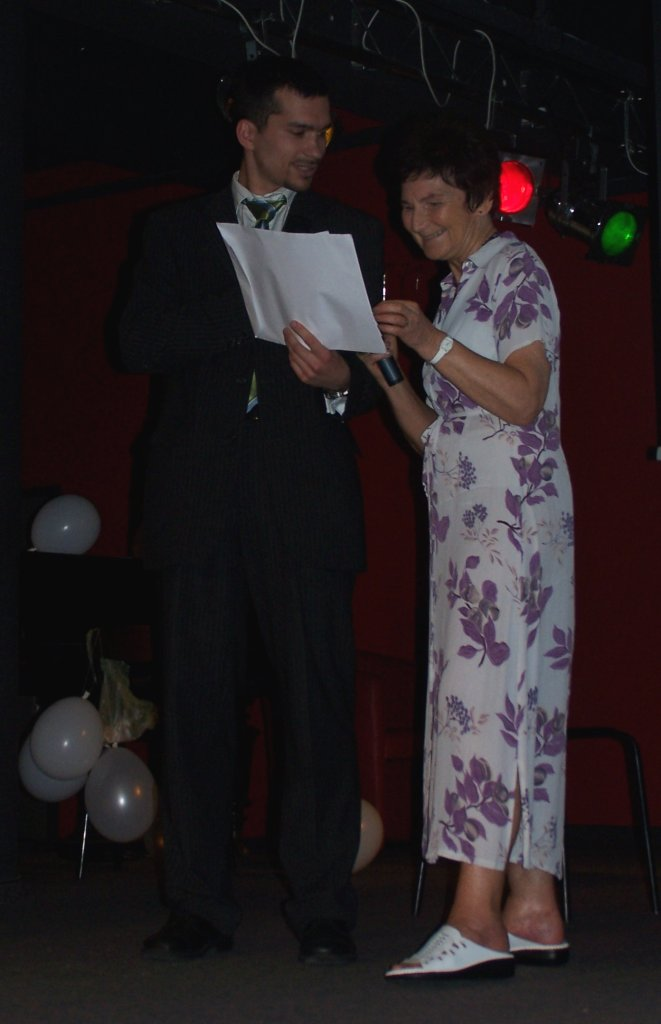
Ogłoszenie nominacji za rok 2005
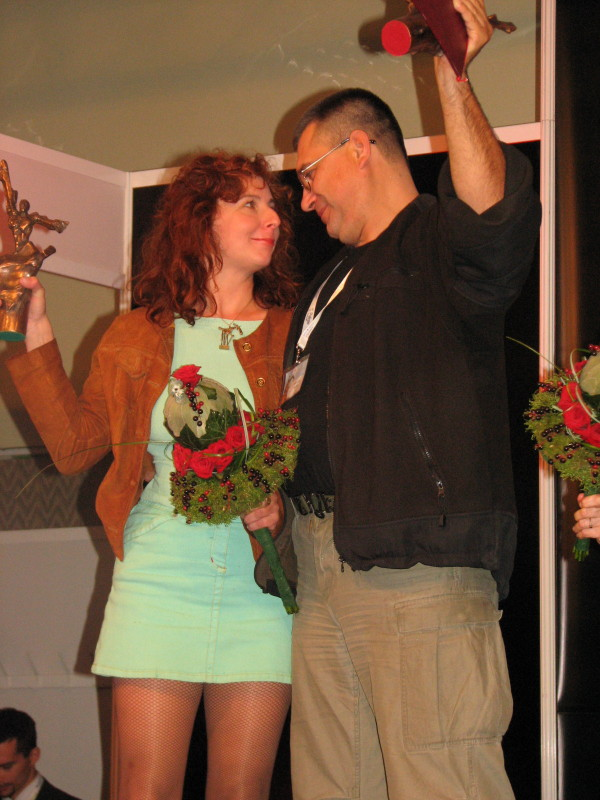
Jarosław Grzędowicz i Maja Lidia Kossakowska, 2006
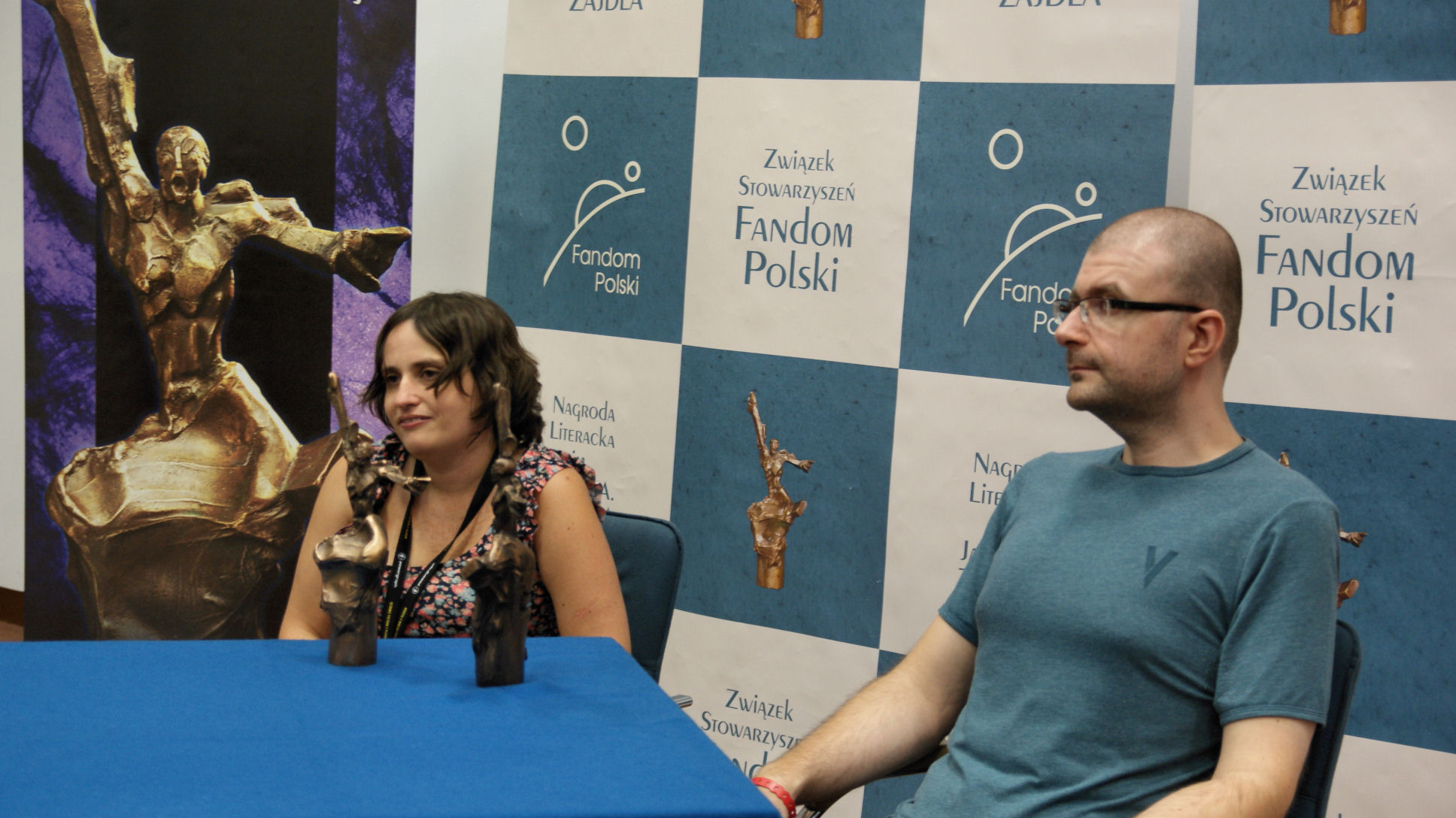
Anna Kańtoch i Jacek Dukaj, 2010
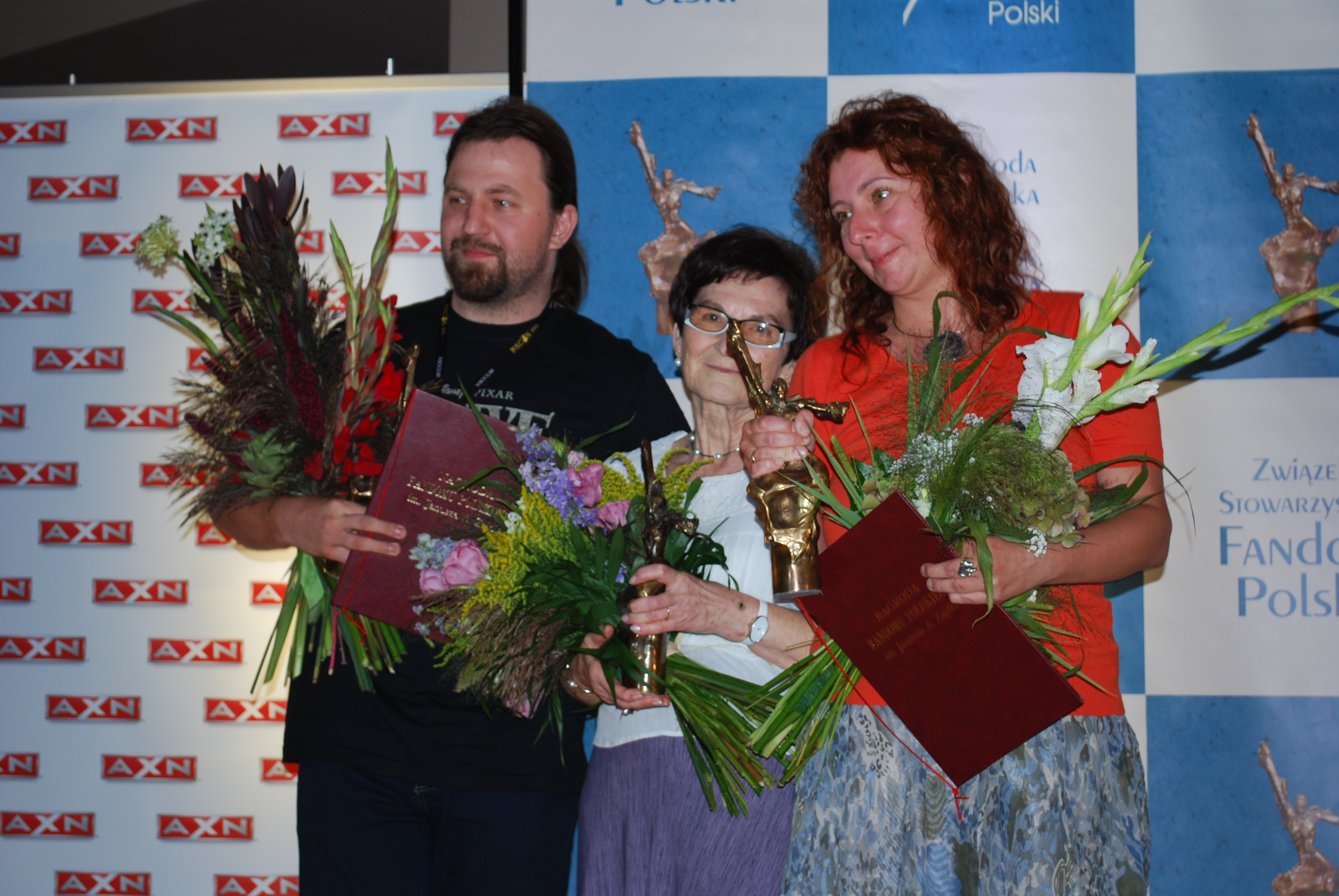
Jakub Ćwiek i Maja Lidia Kossakowska wraz z Jadwigą Zajdel, 2012
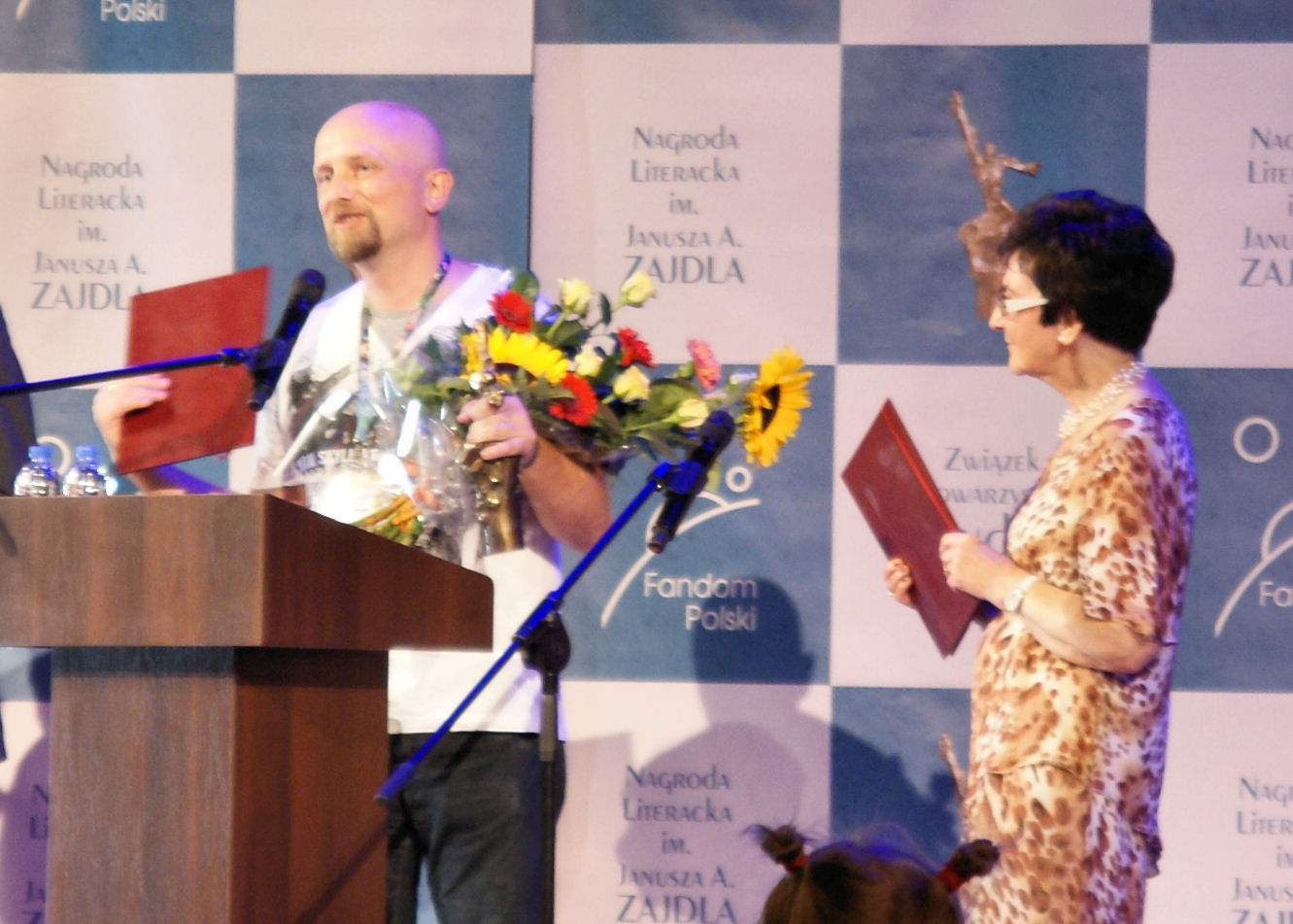
Robert M. Wegner oraz Jadwiga Zajdel, 2013
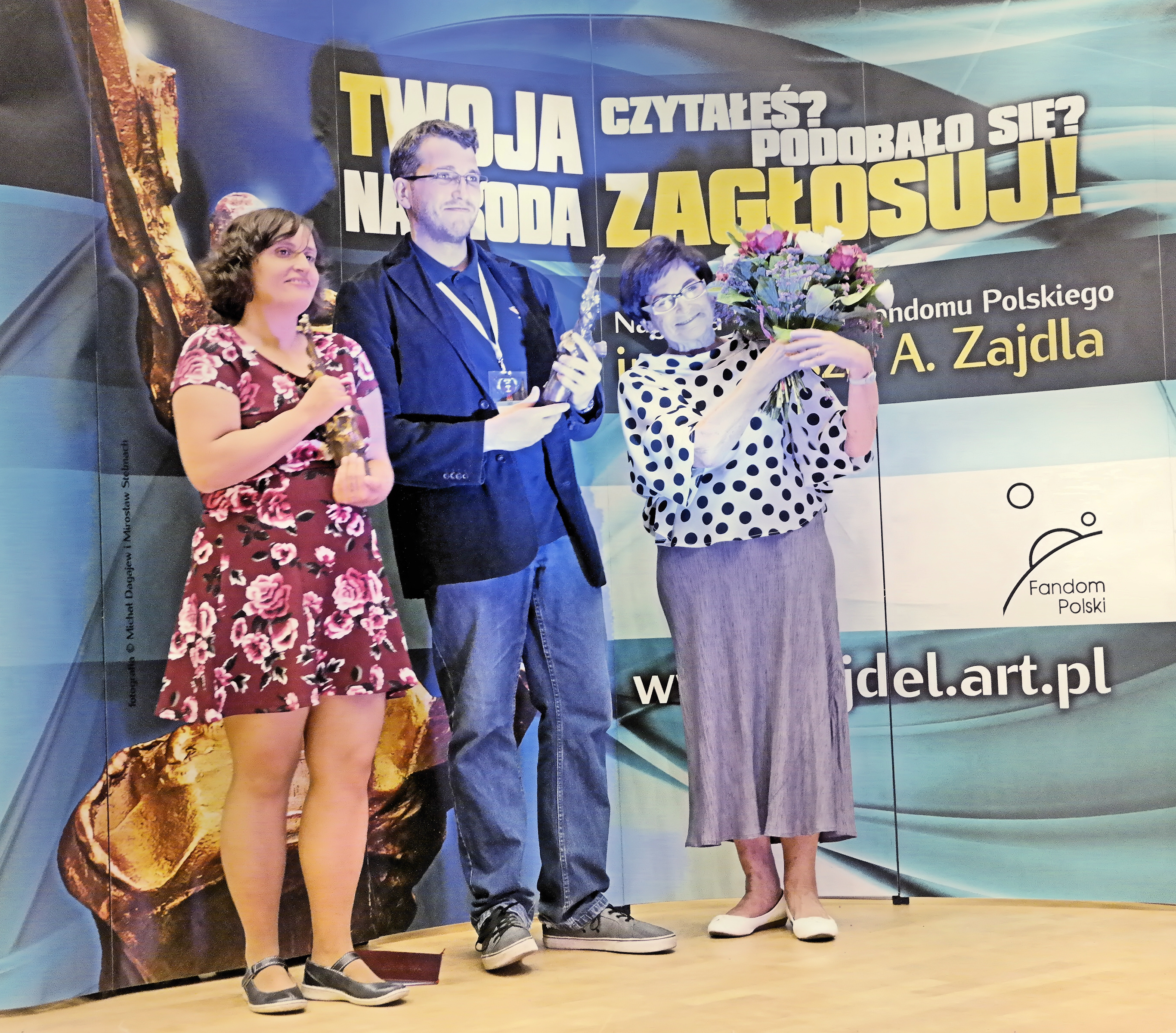
Anna Kańtoch i Michał Cholewa wraz z Jadwigą Zajdel, 2015